# Норвегия на зимних Олимпийских играх 2006
Норвегия принимала участие в XX Зимних Олимпийских играх, проходивших в Турине, Италия, где завоевала 19 медалей, из которых 2 золотые, 8 серебряных и 9 бронзовых. Сборную страны представляли 69 спортсменов (47 мужчины, 22 женщины), выступавших в 10 видах спорта.

## Медалисты

### Золото
- Четиль Андре Омодт — горнолыжный спорт, супергигант.
- Ларс Бюстёль — прыжки с трамплина, нормальный трамплин.

### Серебро
- Халвар Ханевольд — биатлон, спринт, 10 км.
- Уле-Эйнар Бьёрндален — биатлон, гонка преследования, 12,5 км.
- Уле-Эйнар Бьёрндален — биатлон, индивидуальная гонка, 20 км.
- Марит Бьёрген — лыжные гонки, индивидуальная гонка, 10 км.
- Фруде Эстиль — лыжные гонки, дуатлон 15 км х 15 км, общий старт.
- Йенс Арне Свартедал и Тур Арне Хетланн — лыжные гонки, командный спринт.
- Кари Тро — фристайл, могул.
- Магнус Моан — лыжное двоеборье, спринт 7,5 км.

### Бронза
- Фруде Андресен — биатлон, спринт, 10 км.
- Халвар Ханевольд — биатлон, индивидуальная гонка, 20 км.
- Уле-Эйнар Бьёрндален — биатлон, масс-старт, 15 км.
- Хильде Педерсен — лыжные гонки, индивидуальная гонка, 10 км.
- Магнус Моан — лыжное двоеборье, трамплин 95 м + гонка на 15 км.
- Роар Льёкельсёй — прыжки с трамплина, нормальный трамплин.
- Ларс Бюстёль — прыжки с трамплина, большой трамплин.
- Ларс Бюстёль, Бьёрн Эйнар Ромёрен, Томми Ингебригтсен и Роар Льёкельсёй  — прыжки с трамплина, нормальный трамплин среди команд.
- Хьерсти Буос — сноуборд, хафпайп.